# Hanggi Boller
Heinrich „Hanggi“ Boller (* 6. September 1921 in Zürich; † 30. Juni 2007 ebenda) war ein Schweizer Eishockeyspieler und -trainer.

## Leben
Boller galt als Schweizer Topverteidiger der Natureisrinks und einer der letzten Vertreter einer grossen Spielergeneration.
Er spielte zwischen 1940 und 1949 für den Zürcher Schlittschuhclub (heute: ZSC Lions) und von 1950 bis 1959 für die Eishockey-Sektion des Grasshopper Club Zürich (heute: GCK Lions). 55 Einsätze hatte er in der Schweizer Eishockeynationalmannschaft. Seine grössten Erfolge feierte Hanggi Boller mit dem Nationalteam, das bei den Olympischen Winterspielen 1948 in St. Moritz Bronze gewann. Auf Klubebene wurde er 1949 mit dem Zürcher SC Schweizer Meister und gewann den Spengler Cup. Zwischen 1953 und 1958 war er Schweizer Nationaltrainer und betreute das Nationalteam bei fünf Weltmeisterschaften und dem olympischen Eishockeyturnier 1956.
Er war Trainer der Zürcher Grasshoppers; als Sektionspräsident gewann er 1965/66 mit dem GCZ die Schweizer Meisterschaft.
Hanggi Boller engagierte sich lange Jahre im Vorstand des Schweizerischen Eishockeyverband, später Ehrenmitglied des Schweizer Eishockey-Verbandes. 1974 war er Gründungspräsident der „Schweizer Eishockey-Freunde“, wo er später zum Ehrenpräsidenten ernannt wurde. Er war Ehrenmitglied des Zürcher Kantonalverbandes für Sport (ZKS).